# Crotalaria preladoi
Crotalaria preladoi är en ärtväxtart som beskrevs av Baker f.. Crotalaria preladoi ingår i släktet sunnhampor, och familjen ärtväxter. Inga underarter finns listade i Catalogue of Life.